# Saurolophidae
De Saurolophidae zijn een groep dinosauriërs die behoort tot de Euornithopoda.
In 1928 benoemde baron Ferenc Nopcsa een familie Saurolophidae. Het begrip werd weinig gebruikt omdat de soorten die erin begrepen waren meestal gezien werden als vormend een Saurolophinae Brown 1914 binnen de Hadrosauridae.
In 2010 echter merkte Albert Prieto-Márquez in een kladistische analyse dat Hadrosaurus zelf zich buiten de klade bevond die de Lambeosaurinae en de Saurolophinae omvatte, de twee groepen die traditioneel de inhoud van de Hadrosauridae uitmaakten. Dat betekende dat dit geheel een nieuwe naam behoefde. Daarvoor greep hij terug op het oude begrip Saurolophidae. Dit werd nu een klade gedefinieerd als de groep bestaande uit de laatste gemeenschappelijke voorouder van Saurolophus osborni en Lambeosaurus lambei, en al zijn afstammelingen.
De saurolophiden zijn tweevoetige planteneters uit het Opper-Krijt van Noord-Amerika, Zuid-Amerika en Azië.